# 너버레테 요제프
너버레테 요제프(헝가리어: Navarrete József, 1965년 12월 25일~)는 헝가리의 펜싱 선수, 지도자로 주 종목은 사브르이다. 1996년 하계 올림픽에서 남자 사브르 단체전 금메달을 획득했다. 또한 세계 선수권 대회에서 금메달 2개, 은메달 1개, 동메달 2개를 획득했다.